# Emin Sabitoğlu

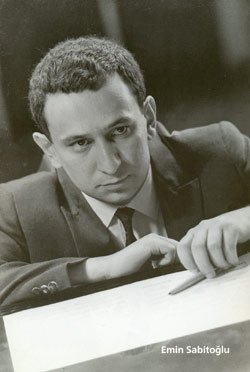
Emin Sabitoğlu

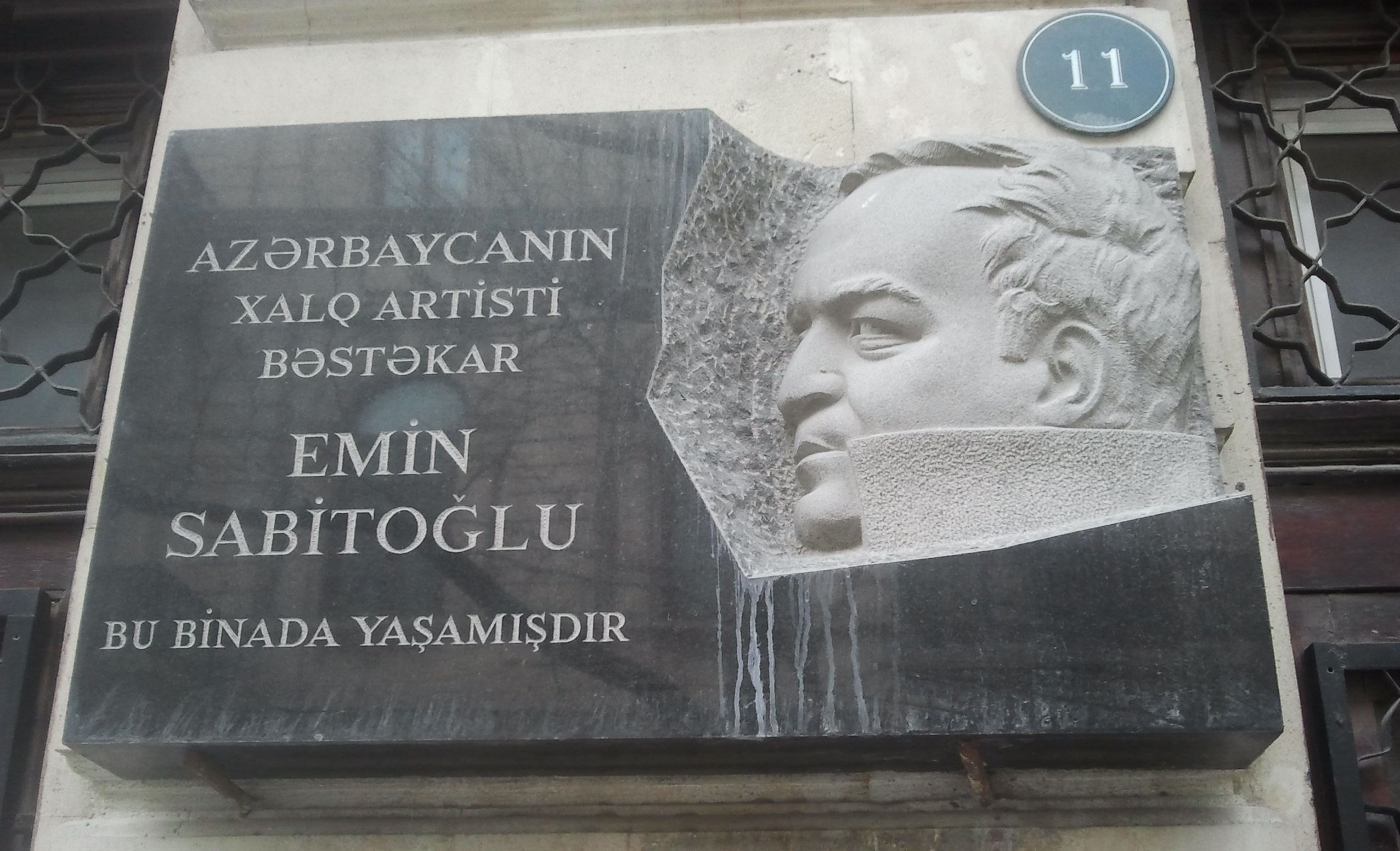
Gedenktafel

Emin Sabitoğlu (Emin Sabit oğlu Mahmudov, russisch Эмин Сабит оглы Махмудов; * 2. November 1937 in Baku, Aserbaidschanische SSR, Sowjetunion; † 18. November 2000 in Baku, Aserbaidschan) war ein aserbaidschanischer Komponist und Musikpädagoge. Sein Hauptbetätigungsfeld war die Filmmusik.

## Leben
Emin Sabitoğlus Vater war der aserbaidschanische Schriftsteller und Dramatiker Sabit Rəhman (1910–1970). Zunächst erhielt er zehn Jahre lang Klavierunterricht an der Musikfachschule des Aserbaidschanischen Staatskonservatoriums. Mit 13 Jahren erhielt er Kompositionsunterricht bei Midhət Əhmədov (* 1914) und es entstanden seine ersten Kompositionen. Daraufhin trat er in die Kompositionsklasse Quara Quarayevs am Aserbaidschanischen Staatskonservatoriums ein. Nach zwei Jahren Studium ging er 1957 graduiert ans Tschaikowski-Konservatorium in Moskau und besuchte die dortige Kompositionsklasse Juri Alexandrowitsch Schaporins. Hier studierte er von 1957 bis 1961.  Von 1961 bis 1967 war er Chefmusikredakteur des Filmstudios Azərbaycanfilm. Hier arbeitete er mit mehreren aserbaidschanischen Regisseuren zusammen wie Arif Babayev (1928–1983), Ramiz Əliyev (* 1938), Rasim Ocaqov (1933–2006) und Həsən Seyidbəyli (1920–1980). Seit 1961 war er Mitglied des aserbaidschanischen und des sowjetischen Komponistenverbandes. Im aserbaidschanischen Verband war er Vorstandsmitglied. Seine erste Ehefrau Cəmilə kannte er schon seit seiner Kindheit und sie besuchten beide das Konservatorium. Sie heirateten 1962. Ab 1962 unterrichtete er als Lehrbeauftragter Komposition am Aserbaidschanischen Staatskonservatorium in Baku. 1964 kam ihre Tochter Ceyran Mahmudova, später auch Musikerin und Professorin für Geschichte und Theorie der Volksmusik an der Musikakademie Baku, auf die Welt. Seit 1963 war er Mitglied im Verband der Filmemacher der UdSSR. 1967 bis 1968 war er Leiter der aserbaidschanischen Staatsphilharmonie. 1968 erhielt er den Lenin-Komsomol-Preis. Seit 1977 war er Mitglied der aserbaidschanischen Theatergesellschaft. 1978 erhielt er den Ehrentitel Verdienter Künstler der Aserbaidschanischen SSR. Im selben Jahr wurde er zum Dozenten am Aserbaidschanischen Staatskonservatorium ernannt. 1986 erhielt er den Staatspreis der Aserbaidschanischen SSR. 1994 wurde er zum Professor am Konservatorium, jetzt Musikakademie Baku, ernannt.
Nach der Scheidung von seiner ersten Frau Cəmilə heiratete er die Sängerin Xədicə Abbasova (* 1957). 1994 ging er wie viele andere aserbaidschanische Musiker mit seiner zweiten Frau Xədicə Abbasova nach Istanbul. Hier war er bis zu seinem Tod Gastprofessor für Komposition am Staatlichen Türkischen Konservatorium an der Technischen Universität. Er unterrichtete hier auch Musikgeschichte und Instrumentenkunde. 1997 wurde ihm der Şöhrət-Orden verliehen. Am 28. Oktober 2000 wurde ihm der Ehrentitel Volkskünstler der Republik Aserbaidschan verliehen. Am 14. November 2000 flog er von Istanbul nach Baku. Hier sollte er den Ehrentitel Volkskünstler empfangen. In diesem Rahmen war auch eine Staatszeremonie für seinen Vater Sabit Rəhman geplant, dessen Geburtstag sich zum neunzigsten Mal jährte. Emin Sabitoğlu starb aber noch vor den Feierlichkeiten am 18. November 2000 in Baku. 2001 wurde ihm posthum der Qızıl Dərviş [Goldener Derwisch] des Verbands der Theaterkünstler Aserbaidschans verliehen.

## Werke (Auswahl)
Emin Sabitoğlu schrieb über 600 Lieder wie Bakı, sabahın xeyir [Guten Morgen, Baku], Dərələr, Ağ çiçək, Uzaq, yaşıl ada, Kəpənək, Belə ola həmişə und Bu gecə. Ein Schwerpunkt lag auf der Filmmusik. So schrieb er die Musik etwa 40 Filmen, Dokumentar- und Spielfilme. Für die Musik zu Qaçaq Nəbi wurde er mit dem Staatspreis der aserbaidschanischen SSR ausgezeichnet. Er betätigte sich auch erfolgreich im Genre der Operette. Seine größten Erfolge feierte er mit Hicran, Nəğməli könül, Bildirçinin bəyliyi und Bankir adaxlı. Daneben schrieb er eine Sinfonie, ein Streichquartett und ein Poem für Violine und Klavier. Für verschiedene Theaterhäuser schrieb er Bühnenmusiken, so neben den Theatern Bakus auch für die Theater in Sumqayıt, Gəncə, Lənkəran, Mingəçevir und Naxçıvan.

## Gedenken
Am 5. August 2017 hat der aserbaidschanische Präsident İlham Əliyev die Feier des 80. Geburtstag Emin Sabitoğlus angeordnet.